# Iryna Leantsiuk
Iryna Leantsiuk es una deportista bielorrusa que compitió en atletismo adaptado. Ganó cuatro medallas en los Juegos Paralímpicos de Verano en los años 1996 y 2000.

## Palmarés internacional
| Juegos Paralímpicos | Juegos Paralímpicos      | Juegos Paralímpicos | Juegos Paralímpicos      |
| Año                 | Lugar                    | Medalla             | Prueba                   |
| ------------------- | ------------------------ | ------------------- | ------------------------ |
| 1996                | Atlanta (Estados Unidos) | Medalla de oro      | Salto de longitud F42-46 |
| 1996                | Atlanta (Estados Unidos) | Medalla de bronce   | 200 m T42-46             |
| 2000                | Sídney (Australia)       | Medalla de plata    | Salto de longitud F46    |
| 2000                | Sídney (Australia)       | Medalla de bronce   | 100 m T46                |